# Statele Andine
Statele andine sunt Ecuador, Peru, Bolivia, Chile, Argentina, Venezuela și Columbia din America de Sud.
Împreuna au o suprafața de 8.000.000 km pătrați.
Au o populația de aprox. 189.400.000 de locuitori.
Capitalele lor sunt:Columbia - Bogota, Venezuela-Caracas, Ecuador - Quito, Peru - Lima, Bolivia - La Paz, Chile-Santiago de Chile, Argentina-Buenos Aires.
Au o istorie comună de patru secole, toate fiind colonii ale Imperiului colonial spaniol, din secolul al XV-lea până în secolul al XVIII-lea. Mulțumită munților Anzi, aceste state au o industrie extractivă dezvoltată.